# Меропенем/Ваборбактам
Меропенем/Ваборбактам — комбинированный антибиотик для лечения инфекций, вызванных чувствительными штаммами микроорганизмов. 
Выпускается под маркой Vabomere, используется для лечения осложнений после инфекции мочевыводящих путей, осложнений инфекций брюшной полости и внутрибольничной пневмонии. Препарат включает бета-лактамный антибиотик меропенем и ингибитор бета-лактамаз ваборбактам. Назначается как внутривенное вливание.
Одобрен к медицинскому использованию в 2017 году в США и в 2018 году в Европе. Входит в Примерный перечень ВОЗ основных лекарственных средств.

## Механизм действия
Комбинация: Меропенем, Ваборбактам.

## Антимикробная активность
Меропенем/ваборбактам обладает антимикробной активностью против бета-лактамаз-производящих Enterobacterales класса A и класса C, особенно против тех, которые производят детерминанты ESBL, KPC и AmpC. Также было показано, что меропенем/ваборбактам активен против штаммов Enterobacterales, производящих другие типы класса A сериновых карбапенемаз, такие как ферменты SME и NMC-A. Сопротивление меропенем/ваборбактам у KPC-производящих Enterobacterales на данный момент очень редкое и в большинстве своем обусловлено инактивацией поринов. Меропенем/ваборбактам также сохраняет активность против штаммов, производящих мутанты KPC, обладающих устойчивостью к цефтазидим/авибактам (например, KPC-8, KPC-31). Активность меропенем/ваборбактам против Псевдомонасы и Ацинетобактер оказалась схожей с активностью Меропенем в отдельности. Фактически, в этих видах устойчивость к Меропенем в большинстве случаев обусловлена механизмами, которые не антагонизируются ваборбактам (например, импермеабельностью наружной мембраны, увеличением экскузионных систем и образованием бета-лактамаз класса B или класса D). Антимикробной активности не зарегистрировано у Gram-негативных микроорганизмов, производящих металло-бета-лактамазы (MBL), и Enterobacterales, производящих OXA-48.

## Показания
- Осложнённые инфекции мочевыводящих путей (включая пиелонефрит)[6]

## Противопоказания
- Гиперчувствительность